# Fabiana Colasuonno
Fabiana Colasuonno (Cosenza, 23 febbraio 1978) è una calciatrice italiana, attaccante.
Ha vestito la maglia della nazionale italiana in 3 incontri.

## Carriera
Prima bambina in assoluto a disputare un campionato maschile il 1987 nel S.S.Europa. Approda nel campionato femminile nelle file della Presila90.
All'età di 16 anni sottoscrive un accordo per giocare con la formazione di calcio femminile della Polisportiva Belvedere di Belvedere Marittimo il campionato di Serie B 1994-1995, società con cui rimane una sola stagione. L'anno successivo trasferisce l'attività sportiva in Sicilia; tra il 1995 e il 1997 indossa la maglia dell'Atletico Taormina, per passare all'Atletico Giarre la stagione successiva, giocando sempre in Serie B.
Per la stagione 1998-1999 si accorda con la società campana dello Sporting Sorrento, al suo quinto anno nel secondo livello del campionato italiano femminile di calcio.
Durante il calciomercato estivo 1999 si trasferisce nuovamente in Sicilia sottoscrivendo un accordo con il Gravina, società con sede a Gravina di Catania, per giocare per la prima volta in carriera in Serie A. Indossa la maglia della società sicula per due stagioni, ottenendo in entrambe la salvezza con rispettivamente il nono e il decimo posto in classifica. Colasuonno si mette in luce siglando complessivamente 42 reti su 53 incontri disputati in campionato, 26 in quello 2000-2001, dove risulta la migliore marcatrice della squadra assieme a Teresina Marsico condividendo il quinto posto tra le realizzatrici in campionato. Esordisce anche in Nazionale, il 7 luglio 2000, convocata dal ct Ettore Recagni nel 4-1 contro gli Stati Uniti.
Nell'estate 2001 compie un nuovo passaggio di maglia, trasferendosi all'Agliana per giocare con la squadra toscana il campionato di Serie A 2001-2002. Durante la stagione Colasuonno scende in campo 24 volte su 30 incontri, anche in questo caso miglior realizzatrice siglando 15 delle 59 reti segnate complessivamente dalla squadra, classificatasi al sesto posto con 52 punti.
Durante il calciomercato estivo 2002 trova un accordo con la Torres Terra Sarda, fino ad allora la squadra più blasonata d'Italia con 3 Scudetti, 4 Coppe Italia e 2 Supercoppe, per la stagione entrante. Al suo primo campionato di Serie A con la società sassarese, iscritta al campionato come Torres Terra Sarda, si conferma tra le più prolifiche marcatrici della squadra, 13 reti dietro solo al bomber spagnolo Ángeles Parejo che in quella stagione ne sigla 35, contribuendo a raggiungere il terzo posto. La stagione successiva si rivelerà quella dai migliori risultati in tutta la carriera della calciatrice cosentina. In Serie A la squadra si classifica al secondo posto, a sei punti dal Foroni Verona, e conquista la Coppa Italia, la quinta per la società sassarese, superando nettamente per 6-0 proprio il Foroni Verona nella finale di Castelsardo del 29 maggio 2004, con Colasuonno che, rilevata la danese Merete Pedersen nel secondo tempo, sigla una doppietta al 64' e 73'.. Condivide con le compagne anche la vittoria nella Italy Women's Cup, torneo a invito dove la Torres supera in finale le russe del Lada Tol'jatti ai tiri di rigore dopo che i tempi regolamentari si erano conclusi sul 2-2.
Nella stagione 2004-2005, Colasuonno gioca nella formazione dell'Atletico Oristano neopromossa in Serie A, e nella quale contribuisce alla salvezza della squadra conquistando l'8º posto in classifica.
Nell'estate 2005 si trasferisce al Monti del Matese giocando la stagione successiva con la quale riesce a conquistare nuovamente l'8º posto in classifica e la relativa salvezza, tuttavia i gravi problemi economici impediscono alla società di continuare l'attività, svincolando Colasuonno e compagne al termine del campionato.
Ritorna quindi ad Oristano per vestire nuovamente la maglia biancazzurra dell'Atletico il quale, appena retrocesso in Serie A2, tenta il ritorno alla massima serie giocando nel suo reparto offensivo nella stagione 2006-2007, ottenendo però solamente la salvezza raggiungendo il 7º posto nella classifica del girone A.
Durante il calciomercato estivo 2007 trova un accordo con la Lazio, iscritta al 1ª nel girone D della Serie B, allora terzo livello nella scala gerarchica del campionato italiano, squadra attrezzata con un organico strutturato per risalire velocemente di categoria dopo la doppia retrocessione patita dal termine del campionato 2004-2005. Colasuonno contribuisce alla conquista del 1º posto del girone D in entrambe le stagioni, che valgono la doppia promozione in due anni, siglando nella seconda 13 reti su 17 incontri disputati.
Nell'estate 2009 decide di sposare l'avventura del Sezze neopromossa in Serie A2. Inserita in rosa come titolare, inizia la stagione 2009-2010 con la squadra della cittadina della provincia di Latina, ma pur avendo ottenuto buoni risultati nel girone B sotto la guida di mister Andrea Carconi, la società entra in crisi non riuscendo più a presenziare alle partite in calendario. In seguito verrà escluso dal campionato alla quarta rinuncia e radiato dagli organici FIGC. Colasuonno, a segno per tre volte in altrettanti incontri, lascia il Sezze trovando un accordo per il prosieguo del campionato con il Vis Francavilla Fontana, suo concorrente nel girone B di Serie A2, debuttando alla 6ª giornata contro l'Atletico Oristano e rimanendo con le biancazzurre del centro del brindisino fino alla sua fine, congedandosi con 3 reti siglate su 15 partite.

## Statistiche

### Cronologia presenze e reti in nazionale
| Cronologia completa delle presenze e delle reti in nazionale ― Italia | Cronologia completa delle presenze e delle reti in nazionale ― Italia | Cronologia completa delle presenze e delle reti in nazionale ― Italia | Cronologia completa delle presenze e delle reti in nazionale ― Italia | Cronologia completa delle presenze e delle reti in nazionale ― Italia | Cronologia completa delle presenze e delle reti in nazionale ― Italia | Cronologia completa delle presenze e delle reti in nazionale ― Italia | Cronologia completa delle presenze e delle reti in nazionale ― Italia |
| Data                                                                  | Città                                                                 | In casa                                                               | Risultato                                                             | Ospiti                                                                | Competizione                                                          | Reti                                                                  | Note                                                                  |
| --------------------------------------------------------------------- | --------------------------------------------------------------------- | --------------------------------------------------------------------- | --------------------------------------------------------------------- | --------------------------------------------------------------------- | --------------------------------------------------------------------- | --------------------------------------------------------------------- | --------------------------------------------------------------------- |
| 7-7-2000                                                              | New York                                                              | Stati Uniti                                                           | 4 – 1                                                                 | Italia                                                                | Amichevole                                                            | -                                                                     | 86’                                                                   |
| 2-11-2005                                                             | Sesto al Reghena                                                      | Italia                                                                | 6 – 0                                                                 | Serbia e Montenegro                                                   | Qual. Mondiali 2007                                                   | -                                                                     | 46’                                                                   |
| 22-4-2006                                                             | Atene                                                                 | Grecia                                                                | 0 – 5                                                                 | Italia                                                                | Qual. Mondiali 2007                                                   | -                                                                     | 78’                                                                   |
| Totale                                                                |                                                                       | Presenze                                                              | 3                                                                     |                                                                       | Reti                                                                  | 0                                                                     |                                                                       |

## Palmarès

### Club

#### Competizioni nazionali
- Coppa Italia: 1

Torres: 2003-2004
- Campionato italiano di Serie A2: 1

Lazio: 2008-2009